# Agustín Jesús Barreiro Martínez
Agustín Jesús Barreiro Martínez (Oviedo, 22 de novembre de 1865 - Madrid, 25 de març de 1937) fou un religiós i científic asturià, acadèmic de la Reial Acadèmia de Ciències Exactes, Físiques i Naturals.

## Biografia
En 1880 marxà a Valladolid, on va ingressar al seminari de l'Orde de Sant Agustí. Després de cursar estudis eclesiàstics als seminaris de La Vid (Burgos) i El Escorial (Madrid) en 1889 fou enviat a les Filipines, on l'1 de març de 1890 fou ordenat prevere i li encarregaren diverses parròquies de la regió de Pampanga. En 1894 tornà a la Península com a Lector de Província i el 1902 es va llicenciar en ciències físico-naturals a la Universitat Central de Madrid.
De 1902 a 1905 fou membre fundador i director del Col·legi d'Uclés, i després va donar classes d'història natural al Col·legi-Seminari de la seva orde. Alhora va exercir de catedràtic auxiliar de zoologia, mineralogia i botànica de la Universitat de Valladolid. Després va anar a Madrid, on es doctorà el 1909 i es dedicà a estudiar i classificar la col·lecció de madrepores de les Filipines i altres mol·luscs sense classificar al Museu Nacional de Ciències Naturals. De 1912 a 1914 va classificar tots els octocoràl·lia del Laboratori de Biologia Marina de Santander.
El 1919 va presentar al congrés de l'Associació Espanyola per al Progrés de les Ciències a Bilbao la Gorgònia Martinezii originària de Panamà i la que posà aquest nom en honor de qui la va recollir en l'expedició al Pacífic de 1862, Francisco de Paula Martínez y Sáez. Es va dedicar a recollir la documentació de l'expedició científica espanyola al Pacífic de 1862-1865, i va ser fundador i president de l'Associació Nacional d'Historiadors de la Ciència Espanyola, així com membre de la Reial Societat Geogràfica d'Espanya i de la Reial Societat Espanyola d'Història Natural. El 1927 va ingressar a la Reial Acadèmia de Ciències Exactes, Físiques i Naturals. L'esclat de la guerra civil espanyola el va sorprendre a Madrid, però aconseguí aixoplugar-se en una ambaixada, on va morir el 25 de març de 1937.

## Obres
- Historia de la Comisión Científica al Pacífico (1862-1865)
- Estudio de algunos alcionarios de los mares Cantábrico y Mediterráneo
- El origen de la raza indígena de las Islas Carolinas
- Estudio de la raza malayopolinesia desde el punto de vista de su lenguaje